# Nœux-les-Mines
Nœux-les-Mines település Franciaországban, Pas-de-Calais megyében. Lakosainak száma 11 384 fő (2022. január 1.). Nœux-les-Mines Verquigneul, Barlin, Drouvin-le-Marais, Hersin-Coupigny, Houchin, Labourse, Mazingarbe, Sains-en-Gohelle és Verquin községekkel határos.

## Népesség
A település népességének változása:
| Lakosok száma | 12 424 | 12 188 | 12 078 | 12 074 | 11 813 | 11 575 | 11 638 | 11 520 | 11 384 |
|               | 2013   | 2015   | 2016   | 2017   | 2018   | 2019   | 2020   | 2021   | 2022   |